# Jüdischer Friedhof (Ponta Delgada)

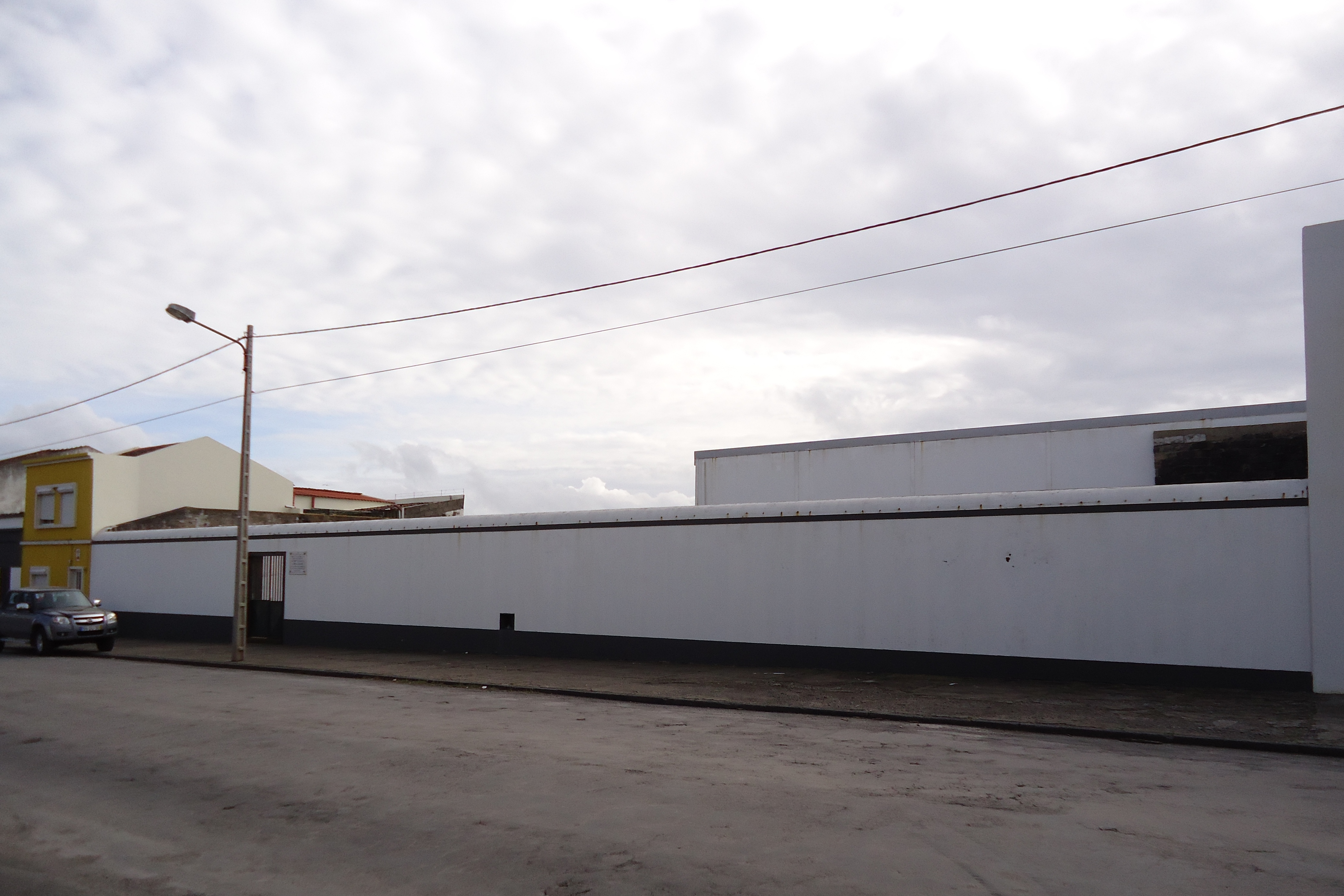
Jüdischer Friedhof in Ponta Delgada (2009)

Der Jüdische Friedhof Ponta Delgada wurde 1834 auf der Azoren-Insel São Miguel am Rande der Hauptstadt Ponta Delgada errichtet und ist einer von vier jüdischen Friedhöfen auf den Azoren. Seit 1838 wurden rund 160 Sepharden und Aschkenasen beigesetzt.

## Lage
Der Friedhof befindet sich etwa zwei Kilometer westlich der Innenstadt von Ponta Delgada und gehört zur Freguesia Santa Clara. Der Friedhof liegt südlich vom Flughafen Ponta Delgada etwa in Höhe der Einmündung der Rua de Santa Clara zur Rua Baden Powell zwischen der Straße und der vorgelagerten Klippe. Er ist von den Gebäuden einer verlassenen Fischfabrik umgeben.

## Geschichte
Erste Berichte über jüdische Einwanderer auf den Azoren liegen für das 16. Jahrhundert vor, erste belegte Zeugnisse dagegen erst für die zweite Einwandererwelle Anfang des 19. Jahrhunderts mit Angaben zum Jahr 1818. Zu den Einwanderern zählte auch die aus Marokko stammende Familie Bensaude, die bald zum Förderer der jüdischen Gemeinden wurde. Sie regte an, noch vor dem Bau einer Synagoge einen Friedhof anzulegen, da für das Gebet kein heiliger Boden – wie bei einer Synagoge – vorgeschrieben sei, wohl aber für die Beisetzung.
Der Friedhof wurde 1834 vor den Toren der damaligen Stadt errichtet, die erste Beerdigung ist für 1838 belegt. Es liegen nur vereinzelte Angaben über Daten der Bestattungen und die Verstorbenen vor. Nachgewiesen ist die Bestattung des Unternehmers José Bensaude, der am 20. Oktober 1922 starb und auf dem Friedhof beigesetzt ist.
Über die Nutzung lassen sich nur indirekt grobe Schlüsse über die Zahlen der jüdischen Gemeindemitglieder ziehen. Belegt ist für die größte der jüdischen Gemeinden auf den Azoren – die in Ponta Delgada –, dass sie 1848 250 Mitglieder hatte, doch nach der kurzen Blüte die jüdische Präsenz auf den Azoren begann die jüdische Gemeinde sich um 1873 langsam aufzulösen. Während des Zweiten Weltkriegs flohen aschkenasische Juden aus Deutschland und Polen über die Iberische Halbinsel auf die Azoren, verließen die Inseln nach dem Krieg jedoch wieder. Die einheimische sephardische Bevölkerung ging durch Auswanderung, Tod und Mischehen zurück. Diese wechselnde jüdische Präsenz auf São Miguel spiegelt sich auch in den Jahreszahlen der Begräbnisse wider.
Um die Jahrtausendwende bestand keine jüdische Gemeinde mehr auf den Azoren und der Friedhof wurde vom letzten noch in Ponta Delgada lebenden Gemeindemitglied betreut. Im Jahr 2006 befand sich der Friedhof in einem verwahrlosten Zustand. Einige Jahre später wurde er gereinigt und renoviert.

## Beschreibung
Der Friedhof ist trapezförmig und hat eine geschätzte Grundfläche von etwa 500 Quadratmetern. Das Gelände ist von einer Mauer umgeben, an der Straßenseite ist diese betoniert und etwa drei Meter hoch. Den Eingang markiert eine zweiflügelige Tür, am Eingang befindet sich eine Inschrift auf Hebräisch und Portugiesisch, die „Feld der Gleichheit“ bedeutet und auf das Jahr 1834 datiert ist.
Von der Tür führt ein gepflasterter Weg zum Grabbereich, der aus Erdboden besteht und keine abgegrenzten Parzellen aufweist. Von den 160 Gräbern sind die meisten ost-westlich ausgerichtet, lediglich etwa ein Dutzend weisen eine Nord-Süd-Ausrichtung auf. Die Gräber sind ohne chronologische oder familiäre Struktur angeordnet. Die meisten Gräber bestehen aus verputztem Mauerwerk, die Grabdeckel aus Stein. Die Grabsteine sind mit hebräischen und portugiesischen Inschriften versehen. Genauere Angaben zur Datierung der einzelnen Gräber oder zur Herkunft der Verstorbenen liegen in der Literatur nicht vor.